# Guramiji
Guramiji (Osphronemidae), porodica isključivo slatkovodnih riba iz reda grgečki, klasificirane podredu Anabantoidei. Sastoji se od 14 rodova sa 132 priznate vrste. To su ribe živopisnih boja koje žive po južnoazijskim rijekama u Indiji, Pakistanu, Malajskom arhipelagu i Koreji, koje su zbog svoje ljepote danas česte po akvarijima. najveća među njima je gigantski gurami (Osphronemus goramy) kjoji može narasti do 70 cm.
U fazi mriješčenja, mužjaci su jako teritorijalni.